# Station Chèvremont
Station Chèvremont is een spoorwegstation in de Franse gemeente Chèvremont.
Het ligt op de lijn Paris-Est - Mulhouse-Ville. Het wordt bediend door de treinen van TER Bourgogne-Franche-Comté en TER Grand Est.